# Крістоф Гафер
Крістоф Гафер (14 квітня 1992 , Бад-Айблінг, Баварія ) — німецький бобслеїст, бронзовий призер Олімпійських ігор 2022 року.

## Виступи на Олімпійських іграх
| Рік  | Місце проведення | Двійки | Четвірки |
| ---- | ---------------- | ------ | -------- |
| 2022 | Пекін, Китай     | 3      | 4        |

## Виступи на чемпіонатах світу
| Рік  | Місце проведення      | Двійки | Четвірки |
| ---- | --------------------- | ------ | -------- |
| 2015 | Вінтерберг, Німеччина | —      | 15       |
| 2021 | Альтенберг, Німеччина | 7      | 6        |

## Виступи на чемпіонатах Європи
| Рік  | Місце проведення       | Двійки | Четвірки |
| ---- | ---------------------- | ------ | -------- |
| 2020 | Сігулда, Латвія        | 3      | —        |
| 2021 | Вінтерберг, Німеччина  | 7      | 5        |
| 2022 | Санкт-Моріц, Швейцарія | 6      | 4        |